# Tactics
Tactics is een livealbum van John Abercrombie waarbij hij vergezeld werd door Dan Wall en Adam Nussbaum. Zij hadden eerder de studioalbums While we're young en Speak of the devil afgeleverd. Tactics werd opgenomen in Visiones te New York.

## Musici
- John Abercrombie – gitaar
- Dan Wall – Hammondorgel
- Adam Nussbaum – slagwerk

## Muziek
| Nr. | Titel                                                           | Duur  |
| --- | --------------------------------------------------------------- | ----- |
| 1.  | Sweet sixteen (Abercrombie)                                     | 11:21 |
| 2.  | Last waltz (Abercrombie)                                        | 11:14 |
| 3.  | Bo Diddy (Wall)                                                 | 11:43 |
| 4.  | You and the night and the music (Arthur Schwartz, Howard Dietz) | 10:15 |
| 5.  | Chumbida (Nussbaum)                                             | 5:46  |
| 6.  | Dear rain (Abercrombie)                                         | 7:38  |
| 7.  | Mr. Magoo (Wall)                                                | 8:44  |
| 8.  | Long ago and far away (Jerome Kern)                             | 9:42  |